# Lynford
Lynford is een civil parish in het bestuurlijke gebied Breckland, in het Engelse graafschap Norfolk met 179 inwoners.